# Spomen-križ na Ksajpi
Spomen-križ na Ksajpi, spomen križ na stratištu Ksajpi. Nalazi se u općini Šenkovcu i njime je obilježeno grobište žrtava Drugog svjetskog rata i poraća.